# Biblia gótica

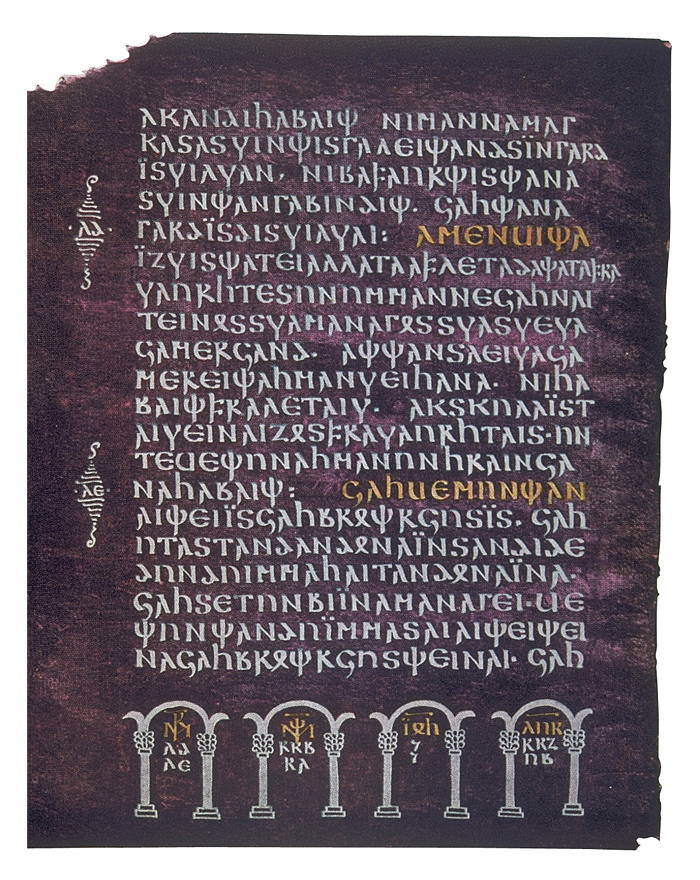
Hoja 16 del Codex Argenteus, una copia manuscrita de la Biblia gótica

La Biblia gótica, también llamada Biblia de Ulfilas o Wulfila, es una traducción de la Biblia creada en el siglo iv por el obispo Ulfilas o Wulfila (311-383), especialmente del Nuevo Testamento, del griego al gótico.